# Корте Реал, Жерониму
Жеро́ниму Ко́рте Реа́л (порт. Jerónimo Corte Real; 1533?, Лиссабон — 1588?, близ Эворы) — португальский поэт, художник и военнослужащий. В португальской литературе современники отводили ему место сразу же после Луиша де Камоэнса, однако его сочинения не прошли испытание временем, и впоследствии слава поэта стала увядать.

## Биография
Точные годы рождения и смерти неизвестны. О жизненном пути сохранились крайне скудные и противоречивые сведения. С полной уверенностью невозможно указать ни достоверные даты рождения и смерти, ни их места. По данным одних биографов, родился в Лиссабоне, по предположениям иных — на острове Терсейра, Азорские острова. Происходил из знатной семьи, ближайшие родственники были известными мореплавателями, первопроходцами и первыми колонистами Канады. Согласно документам, проходил военную службу в Индии, Марокко и уже в преклонном возрасте даже попал в плен после поражения в битве трёх королей при Алкасер-Кибире (1578). Однако встречаются сомнения об участии в указанном сражении. После освобождения вернулся в Португалию и в последние годы жизни отдыхал от приключений на своей кинте Вале де Палма (Vale de Palma) близ Эворы, где и скончался не позднее 1593 года. Имеются указания даты и места смерти 15 ноября 1588 года, Эвора.

## Творчество
Биографы отмечали необычайный разносторонний талант Жерониму Корте Реала, который кроме занятий военным делом посвятил себя поэзии, музыке и живописи.
Слава пришла после публикации в 1574 году эпической поэмы (21 песня) «Успех при второй осаде Диу, когда в 1546 году комендантом крепости был дон Жуан де Машкареньяш» (Sucesso do Segundo Cerco de Diu, estando D. João de Mascarenhas por capitão da fortaleza), посвящённой королю Себастьяну I. В сочинении описана победа португальцев при второй осаде Диу. Персонажем поэмы выступил Жуан де Каштру. Произведение написано героическим белым стихом (decassílabo heróico branco), события изложены в строгом хронологическом порядке с широким использованием мифологических символов древнегреческой и древнеримской классической литературы, что даёт право отнести сочинение к подробным хроникам. Поэма была переведена на кастильский язык братом Педро де Родильясом (fr. Pedro de Rodillas, издана в Алкала, 1597). 
В 1578 году была издана написанная на испанском языке эпическая поэма из 15 песен «Аустри́ада» (полное название «Победа Хуана Австрийского в заливе Лепанту» Austríada ou Victoria de D. Juan de Austria en el golfo de Lepanto). В поэме описана Битва при Лепанто. 
Посмертно, в 1594 году, вышла созданная до «Аустри́ады» эпическая поэма из 17 песен «Кораблекрушение и последовавшая за тем печальная гибель Мануэла де Соузы де Сепу́лведы» (Naufrágio e lastimoso sucesso da perdição de Manuel de Sousa de Sepúlveda), посвящённая Теодозиу II де Браганса. Героическая поэма о кораблекрушении начинается лирическими описаниями любви представителей благородных семей Мануэла де Соузы Сепу́лведы и Леоноры де Са́ (Manuel de Sousa Sepúlveda, D. Leonor de Sá) и заканчивается патетическими эпизодами битвы при Алкасер-Кибире, при катастрофическом поражении в которой погиб цвет португальской знати. Поэма переведена октавами на кастильский язык Франсиско де Контрерасом (Francisco de Contreras, Мадрид, 1624); перевод на французский язык Ортера Фурнье (Ortaire Fournier) издан в Париже, 1844. 
В эпических поэмах отражён закат величия португальской империи конца XVI века. Также известен как автор ауту Auto dos quatro novíssimos do Homem, no qual entra também uma meditação das penas do Purgatório.

## Память
В июне 1867 года в Лиссабоне был открыт памятник к 300-летию Луиша де Камоэнса, выполненный скульптором Виктором Баштушем. Монумент представляет собой четырёхметровую фигуру поэта из бронзы, стоящую на восьмиугольном пьедестале в окружении восьми скульптур его современников высотой в 2,4 метра. Статуи представляют выдающихся деятелей науки, культуры и литературы Португалии XV и XVI веков, среди которых: историк и летописец Фернан Лопеш, космограф Педру Нунеш, летописец 
Гомеш Эанеш де Азурара, историки Жуан де Барруш и Фернан Лопеш де Каштаньеда и поэты Вашку Моузинью де Кебеду, Жерониму Корте Реал и Франсишку де Са де Менезеш.

## Первые издания
- Corte Real J. Sucesso do segu[ndo cerco de Diu estando Dõ Ioham Mazcarenhas [sic] por capitam da fortaleza, ano de 1546] :  [порт.]. — 1ª ed. — Lisboa : Antonio Gonçaluez, 1574. — 506 p.
- Corte Real J. Felicissima victoria concedida del cielo al señor don Iuan d`Austria en el golfo de Lepanto de la poderosa armada Othomana :  [исп.] / compuesta por Hieronymo Corte Real, cauallero portugues. — 1ª ed. — Lisboa : Antonio Ribero, 1578. — 435 p.
- Corte Real J. Naufragio e lastimoso sucesso da perdiçam de Manoel de Sousa Sepulueda & Dona Lianor de Sá sua molher & filhos vindo da India para este Reyno na nao chamada o galião grande S. Ioão que se perdeo no cabo de boa Esperança na terra do Natal... :  [исп.] / composto... por Ieronimo Corte Real. — 1ª ed. — Lisboa : na oficina de Simão Lopez, 1594. — 435 p.